# Distrito electoral de Waverly n.º 1
Waverly No. 1 (en inglés: Waverly No. 1 Precinct) es un distrito electoral ubicado en el condado de Morgan en el estado estadounidense de Illinois. En el Censo de 2010 tenía una población de 984 habitantes y una densidad poblacional de 12,24 personas por km².

## Geografía
Waverly No. 1 se encuentra ubicado en las coordenadas 39°33′5″N 89°59′45″O / 39.55139, -89.99583. Según la Oficina del Censo de los Estados Unidos, Waverly No. 1 tiene una superficie total de 80.39 km², de la cual 80.31 km² corresponden a tierra firme y (0.09%) 0.08 km² es agua.

## Demografía
Según el censo de 2010, había 984 personas residiendo en Waverly No. 1. La densidad de población era de 12,24 hab./km². De los 984 habitantes, Waverly No. 1 estaba compuesto por el 98.27% blancos, el 0.41% eran afroamericanos, el 0.3% eran amerindios, el 0.1% eran asiáticos, el 0% eran isleños del Pacífico, el 0% eran de otras razas y el 0.91% pertenecían a dos o más razas. Del total de la población el 0.3% eran hispanos o latinos de cualquier raza.